# Sisse Graum Jørgensen
Sisse Graum Jørgensen (født 8. maj 1972 i Sorø) er en dansk filmproducer, som har produceret flere store danske og internationale filmproduktioner, såsom Brødre (2004), Efter brylluppet (2006), Hævnen (2006), En kongelig affære (2012), Jagten (2012), Den skaldede frisør (2012), Druk (2020) og Retfærdighedens ryttere (2020).

## Karriere
Jørgensen begyndte sin karriere i den danske filmindustri som producerassistent for direktør Peter Aalbæk Jensen på Zentropa Productions ApS i 1999.[kilde mangler] Herefter debuterede hun som filmproducer for Zentropa Productions med Niels Arden Oplevs Fukssvansen (2001). Jørgensen har siden produceret adskillige spillefilm, heriblandt Lone Scherfigs Wilbur begår selvmord (2002) og Hjemve (2007), Susanne Biers Brødre (2004) og den Oscar-nominerede Efter brylluppet (2006), Thomas Vinterbergs Dear Wendy (2005) baseret på et manuskript af Lars von Trier samt Kristian Levrings Den du frygter (2008). Hun har yderligere været co-producer på engelske Andrea Arnolds Cannes-vindende spillefilm Red Road (2006).
Jørgensen har produceret Susanne Biers Oscar- og Golden Globe-vinder Hævnen (2010), skrevet af Anders Thomas Jensen og Susanne Bier, samt produceret Pernille Fischer Christensens spillefilm En familie (2010), der var i hovedkonkurrencen ved filmfestivalen i Berlin i 2010[kilde mangler]. Derudover er Jørgensen co-producer på Perfect Sense (2011), der er instrueret af David McKenzie og skrevet af Kim Fupz Aakeson. Filmen havde premiere på Sundance 2011. Jørgensen har derudover også produceret Susanne Biers film Den Skaldede Frisør og Thomas Vinterbergs Jagten. Samt Susanne Biers en Chance til og Salvation af Kristian Levring.
European Film Promotion udvalgte Sisse Graum Jørgensen til den prestigefyldte titel ”Producer on the Move” i 2003,[kilde mangler] Screen International havde fokus på hendes navn i deres 2004 ”Talent Watch” ligesom Berlingske Nyheds Magasin (BNM). I 2004 deltog Sisse Graum Jørgensen i Variety’s Cannes hyldest ”10 Producers to Watch”.[kilde mangler]
Sisse Graum Jørgensen har siden 2011 været medlem af The Academy of Motion Picture Arts and Science og været medlem af Det Europæiske Filmakademi siden 2003.[kilde mangler]
I 2013 vandt Sisse Graum Jørgensen Nordisk Råds Filmpris for Jagten, sammen med Thomas Vinterberg og Tobias Lindholm. Yderligere samme år vandt hun Nordisk Film Fondens pris "Erik Ballings rejselegat" sammen med Louise Vesth.[kilde mangler]

## Privat
Graum Jørgensen blev i 2004 gift med Ulrik Jørgensen. De bor sammen med deres fire børn på godset Søllestedgård på Vestlolland.

## Filmografi
- Fukssvansen (2001) (Producer)
- Last great wilderness (2002) (Co-producer)
- Open hearts (2002) (Producer)
- Wilbur begår selvmord (2002) (Producer)
- Brødre (2004) (Producer)
- Dear Wendy (2005) (Producer)
- Drømmen (2006) (Producer)
- Efter brylluppet (2006) (Producer)
- Red Road (2006) (executive producer)
- Hjemve (2007) (Producer)
- Nietzche - The Early Years (2007) (Producer)
- Den du frygter (2008) (Producer)
- En familie(2010) (Producer)
- In A Better World (2010) (Producer)
- Perfect Sense (2011) (Co-producer)
- En kongelig affære (2012) (Producer)
- Jagten (2012) (Producer)
- Den skaldede frisør (2012) (Producer)
- Someone you love (2014) (Producer)
- Salvation (2014) (Producer)

- En chance til (2014) (Producer)
- Druk (2020) (Producer)
- Retfærdighedens ryttere (2020) (Producer)

## TV-serier
- Blekingegade (2009) (Producer)

## Eksterne links
- Sisse Graum Jørgensen på Internet Movie Database (engelsk)
- Sisse Graum Jørgensen på Filmdatabasen
- Sisse Graum Jørgensen på danskefilm.dk
- Sisse Graum Jørgensen på Svensk Filmdatabas (svensk)
- Sisse Graum Jørgensen på AlloCiné (fransk)
- Sisse Graum Jørgensen på The Movie Database (engelsk)

|  | Artiklen om Sisse Graum Jørgensen kan blive bedre, hvis der indsættes et (bedre) billede Du kan hjælpe ved at afsøge Wikimedia Commons for et passende billede eller uploade et godt billede til Wikimedia Commons iht. de tilladte licenser og indsætte det i artiklen. |